# Islandia na Mistrzostwach Świata w Lekkoatletyce 2017
Islandia na Mistrzostwach Świata w Lekkoatletyce 2017 – reprezentacja Islandii podczas mistrzostw świata w Londynie liczyła 3 zawodników, którzy nie zdobyli żadnego medalu.

## Skład reprezentacji
Mężczyźni
| Zawodnik           | Konkurencja | Kwalifikacje | Kwalifikacje | Finał | Finał   |
| Zawodnik           | Konkurencja | Wynik        | Pozycja      | Wynik | Pozycja |
| ------------------ | ----------- | ------------ | ------------ | ----- | ------- |
| Hilmar Örn Jonsson | rzut młotem | 71,12        | 27.          | NQ    | NQ      |

Kobiety
| Zawodniczka         | Konkurencja        | Eliminacje | Eliminacje | Półfinał | Półfinał | Finał    | Finał   |
| Zawodniczka         | Konkurencja        | Rezultat   | Pozycja    | Rezultat | Pozycja  | Rezultat | Pozycja |
| ------------------- | ------------------ | ---------- | ---------- | -------- | -------- | -------- | ------- |
| Aníta Hinriksdóttir | bieg na 800 metrów | 2:03,45    | 37.        | NQ       | NQ       | NQ       | NQ      |

| Zawodniczka        | Konkurencja    | Kwalifikacje | Kwalifikacje | Finał | Finał   |
| Zawodniczka        | Konkurencja    | Wynik        | Pozycja      | Wynik | Pozycja |
| ------------------ | -------------- | ------------ | ------------ | ----- | ------- |
| Ásdís Hjálmsdóttir | rzut oszczepem | 63,06        | 9. q         | 60,16 | 11.     |